# Algoritm simplex
În teoria de optimizare matematică, algoritmul simplex, creat de matematicianul american George Dantzig în 1947, este un algoritm numeric popular pentru rezolvarea problemelor de programare liniară. Revista Computing in Science and Engineering l-a enumerat ca fiind între primii 10 algoritmi de top ai secolului al XX-lea.